# Josef Koželuh
Josef Koželuh (Plzeň, 15 febbraio 2002) è un calciatore ceco, difensore dello Slovan Liberec.

## Carriera

### Club
Cresciuto nel settore giovanile del Viktoria Plzeň, ha debuttato in prima squadra il 10 febbraio 2021 nell'incontro di Coppa della Repubblica Ceca vinto 7-0 contro il Přepeře. Il 6 agosto 2021 è stato ceduto in prestito al Viktoria Žižkov ma dopo soli sei mesi ha cambiato squadra passando, sempre in prestito, al Chrudim. Il 25 gennaio 2023 è andato in prestito allo Zbrojovka Brno e l'11 febbraio ha debuttato in 1. liga nella partita persa 2-0 contro lo Slavia Praga.
Il luglio 2024 ha firmayo un contratto di quattro anni con lo Slovan Liberec.

### Nazionale
Ha giocato con le nazionali giovanili ceche Under-15, Under-116, Under-17, Under-20 ed Under-21.

## Statistiche

### Presenze e reti nei club
Statistiche aggiornate al 7 giugno 2025.
| Stagione                | Squadra                 | Campionato              | Campionato | Campionato | Coppe nazionali | Coppe nazionali | Coppe nazionali | Coppe continentali | Coppe continentali | Coppe continentali | Altre coppe | Altre coppe | Altre coppe | Totale | Totale | Totale |
| Stagione                | Squadra                 | Comp                    | Pres       | Reti       | Comp            | Pres            | Reti            | Comp               | Pres               | Reti               | Comp        | Pres        | Reti        | Pres   | Reti   |        |
| ----------------------- | ----------------------- | ----------------------- | ---------- | ---------- | --------------- | --------------- | --------------- | ------------------ | ------------------ | ------------------ | ----------- | ----------- | ----------- | ------ | ------ | ------ |
| 2019-2020               | Viktoria Plzeň B        | CFL                     | 1          | 0          | -               | -               | -               | -                  | -                  | -                  | -           | -           | -           | 1      | 0      |        |
| 2020-2021               | Viktoria Plzeň B        | CFL                     | 7          | 0          | -               | -               | -               | -                  | -                  | -                  | -           | -           | -           | 7      | 0      |        |
| Totale Viktoria Plzeň B | Totale Viktoria Plzeň B | Totale Viktoria Plzeň B | 8          | 0          |                 | -               | -               |                    | -                  | -                  |             | -           | -           | 8      | 0      |        |
| 2020-2021               | Viktoria Plzeň          | 1L                      | 0          | 0          | CRC             | 2               | 0               | -                  | -                  | -                  | -           | -           | -           | 2      | 0      |        |
| 2021-2022               | Viktoria Žižkov         | FNL                     | 13         | 1          | CRC             | 1               | 0               | -                  | -                  | -                  | -           | -           | -           | 14     | 1      |        |
| 2021-2022               | Chrudim                 | FNL                     | 12         | 0          | CRC             | 0               | 0               | -                  | -                  | -                  | -           | -           | -           | 12     | 0      |        |
| 2022-gen. 2023          | Chrudim                 | FNL                     | 13         | 0          | CRC             | 1               | 0               | -                  | -                  | -                  | -           | -           | -           | 14     | 0      |        |
| Totale Chrudim          | Totale Chrudim          | Totale Chrudim          | 25         | 0          |                 | 1               | 0               |                    | -                  | -                  |             | -           | -           | 26     | 0      |        |
| gen.-giu, 2023          | Zbrojovka Brno          | 1L                      | 8          | 0          | CRC             | 1               | 0               | -                  | -                  | -                  | -           | -           | -           | 9      | 0      |        |
| 2023-2024               | Zbrojovka Brno          | FNL                     | 21         | 1          | CRC             | 3               | 1               | -                  | -                  | -                  | -           | -           | -           | 24     | 2      |        |
| Totale Zbrojovka Brno   | Totale Zbrojovka Brno   | Totale Zbrojovka Brno   | 29         | 1          |                 | 4               | 2               |                    | -                  | -                  |             | -           | -           | 33     | 3      |        |
| 2024-2025               | Slovan Liberec          | 1L                      | 22         | 1          | CRC             | 0               | 0               | -                  | -                  | -                  | -           | -           | -           | 22     | 1      |        |
| Totale carriera         | Totale carriera         | Totale carriera         | 97         | 3          |                 | 8               | 1               |                    | -                  | -                  |             | -           | -           | 105    | 4      |        |